# FlyMex
Servicios Integrales de Aviación S.A. de C.V., conocida comercialmente como FlyMex, es una aerolínea chárter mexicana fundada en el año 2000, con base en la ciudad de Toluca, Estado de México.

## Flota
A febrero de 2024, la flota de FlyMex consiste de las siguientes aeronaves:
- Learjet 45 (9 pasajeros)
- Learjet 60 (8 pasajeros)
- Learjet 31A (8 pasajeros)
- Challenger 604 (12 pasajeros)
- Hawker (8 pasajeros)
- Agusta A109 (7 pasajeros)
- Dornier 328 Jet (19-32 pasajeros)
- Dornier 328 Jet (13 pasajeros)
- Legacy 600 (13 pasajeros)

- Cessna 208B (9 pasajeros)
- Maule M-7-420A (3 pasajeros)